# Noctua brunnescens
Noctua brunnescens là một loài bướm đêm trong họ Noctuidae.